# Szűz Mária-templom (Tallinn)
A Szűz Mária-templom (észtül: Neitsi Maarja kirik), közismert nevén a Dóm (Toomkirik) az Észt Evangélikus Egyház fő temploma, amely a tallinni Dómhegyen található. Alapvetően gótikus stílusú, tornya és belső kialakítása barokk.

## Története
A székesegyházat Tallinn – és egyben Észtország – legrégebbi templomának tartják. Az első fatemplomot ezen a helyen 1219-ben építették a dán hódítókkal érkezett Andreas Sunonis lundi püspök kezdeményezésére. Az 1229-ben érkező Domonkos-rendi szerzetesek kolostort akartak építeni, ezért a fatemplom helyett egy kőtemplom építésébe fogtak. 1233-ban egy fegyveres konfliktusban a szerzeteseket kardélre hányták és a templomot megszentségtelenítették, így engedélyt kellett kérni Rómából az újraszentelésre – ez a levél az első írásos említése. A 14. században a dánok királyi templommá akarták kiépíteni, ezért egy királyi kápolnát és erkélyt is építettek hozzá. Mai, háromhajós formáját a 15. században kapta. Tornya 1684-ben egy tűzvész következtében elpusztult, ezt később, 1779-ben barokk stílusban építették újjá.
Az 1920-as években vita kezdődött az észt és német gyülekezet között a székesegyház használatát illetően. Korábban a templomot a német gyülekezet használta, de 1921-ben Jakob Kukk észt püspök püspöki székhellyé szerette volna tenni. A vitát 1925-ben a belügyminisztérium döntötte el, amellyel a dóm állami felügyelet alá került. A határozatot a gyülekezet bíróságon támadta meg, és két év elteltével megnyerték a pert. Végül a belügyminisztérium erőszakkal sajátította ki a templomot. mivel a gyülekezet képviselői nem adták át a kulcsokat. Az eset komoly nemzetközi tiltakozást váltott ki.
A dóm egyedülálló fából faragott címergyűjteménnyel rendelkezik, amely 107, az Észtországi Lovagrendbe tartozó nemesi család címerét tartalmazza. A 13–18. század között a tallinni főnemesség kedvelt temetkezési helye volt a templom, amelyben több kőszarkofág található. Orgonája a 19. században készült Berlinben.

## Külső hivatkozások
- A tallinni evangélikus székesegyház az Észt Evangélikus Egyház honlapján Archiválva 2007. április 23-i dátummal a Wayback Machine-ben

## További képek

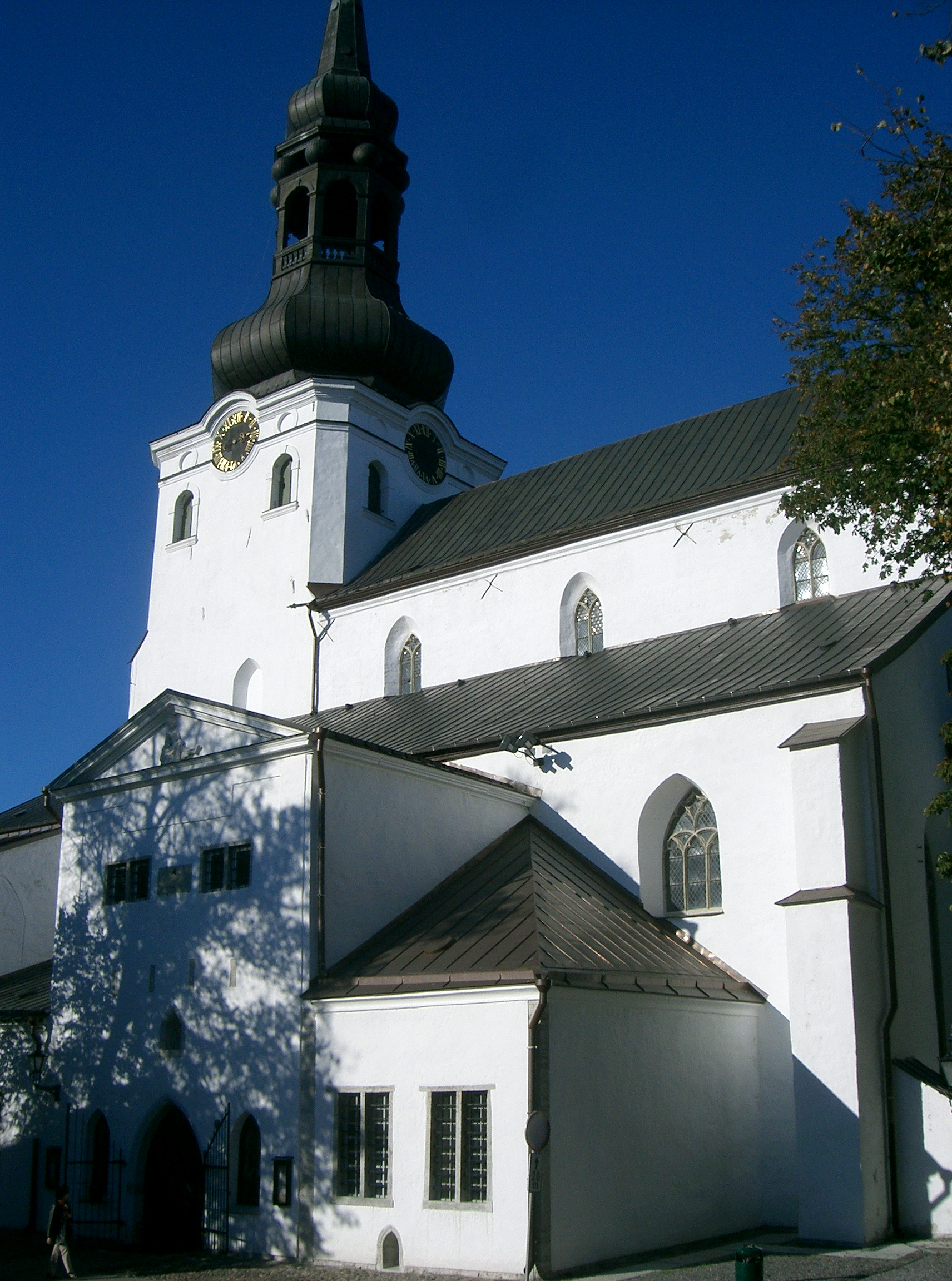
A dóm látképe délről
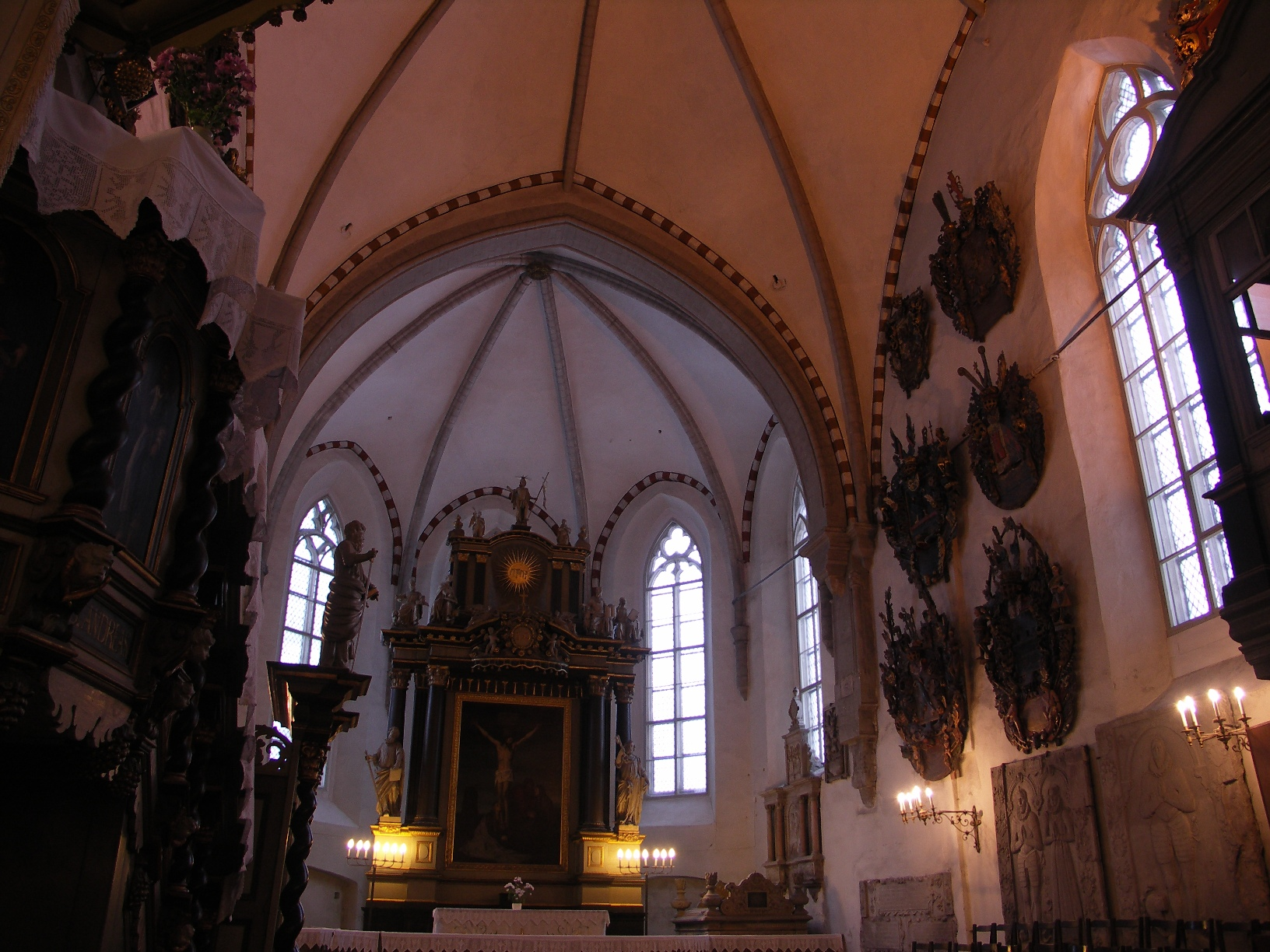
A dóm belseje a szentély irányában
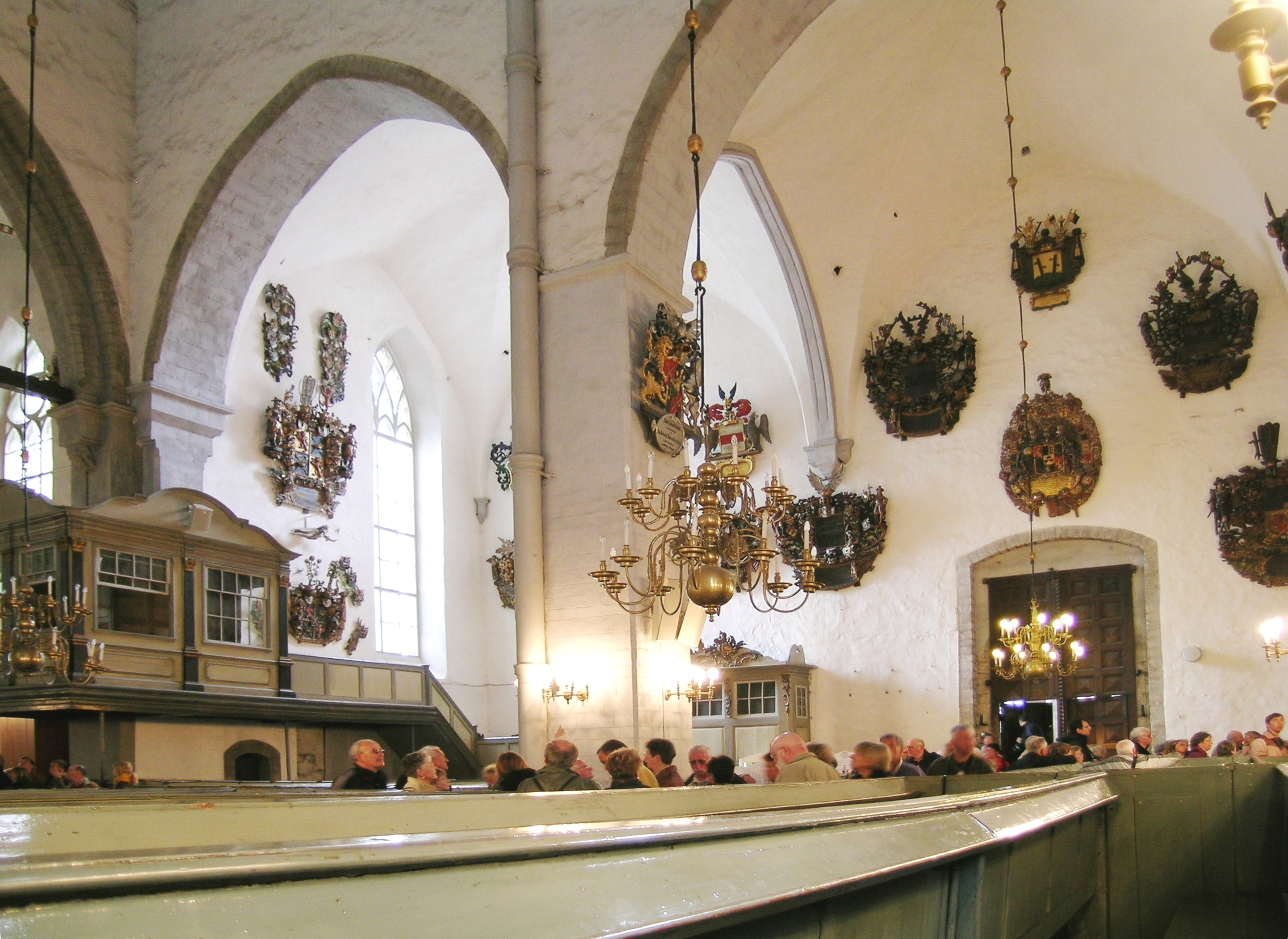
Dómbelső síremlék-címertáblákkal
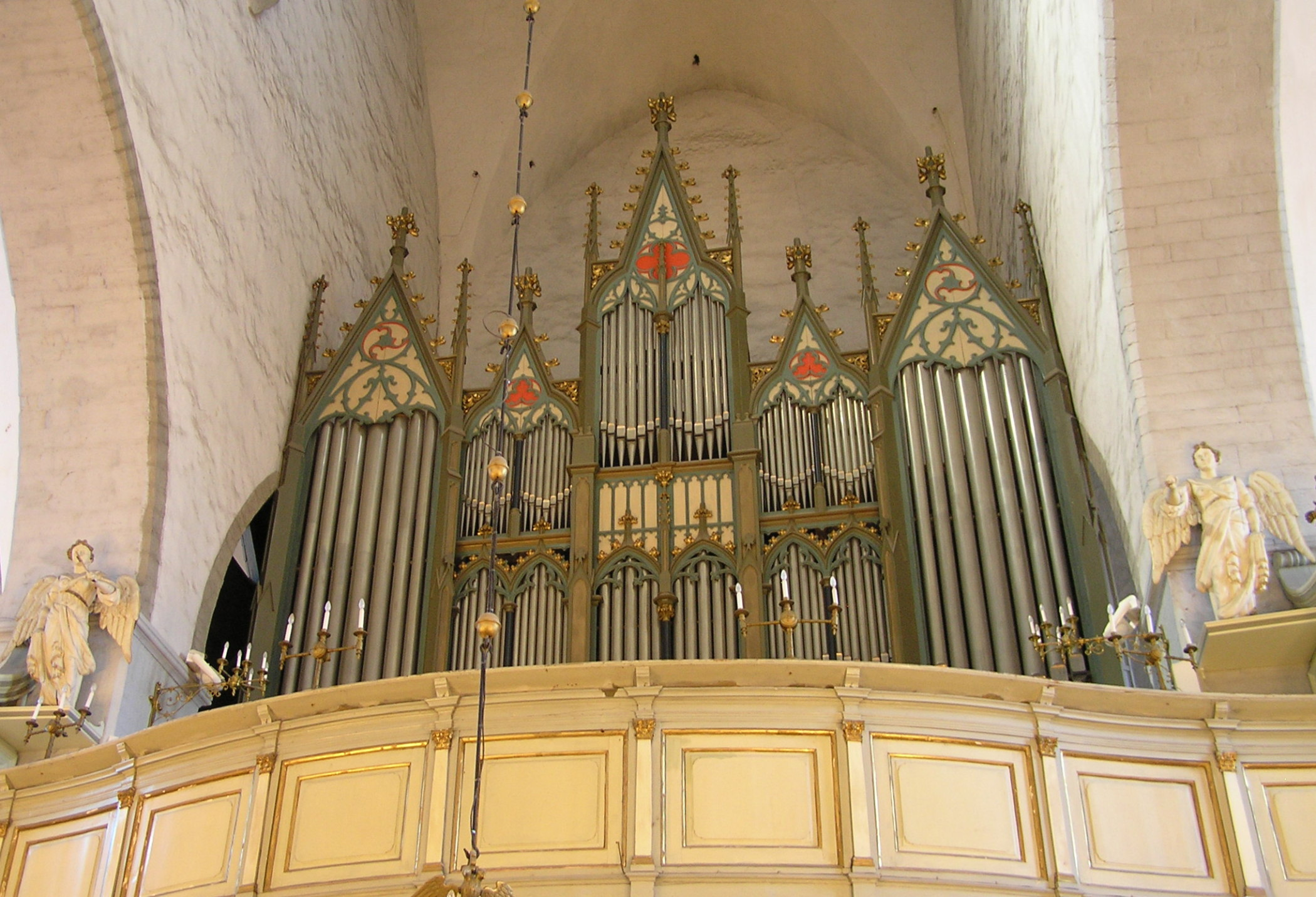
A dóm műemlék-orgonája